# Macrocentrus alox
Macrocentrus alox är en stekelart som beskrevs av Van Achterberg och Sergey A. Belokobylskij 1987. Macrocentrus alox ingår i släktet Macrocentrus och familjen bracksteklar. Inga underarter finns listade i Catalogue of Life.